# Hippomenes (Sohn des Megareus)
Hippomenes (altgriechisch Ἱππομένης Hippoménēs) ist eine Figur aus der griechischen Mythologie. 

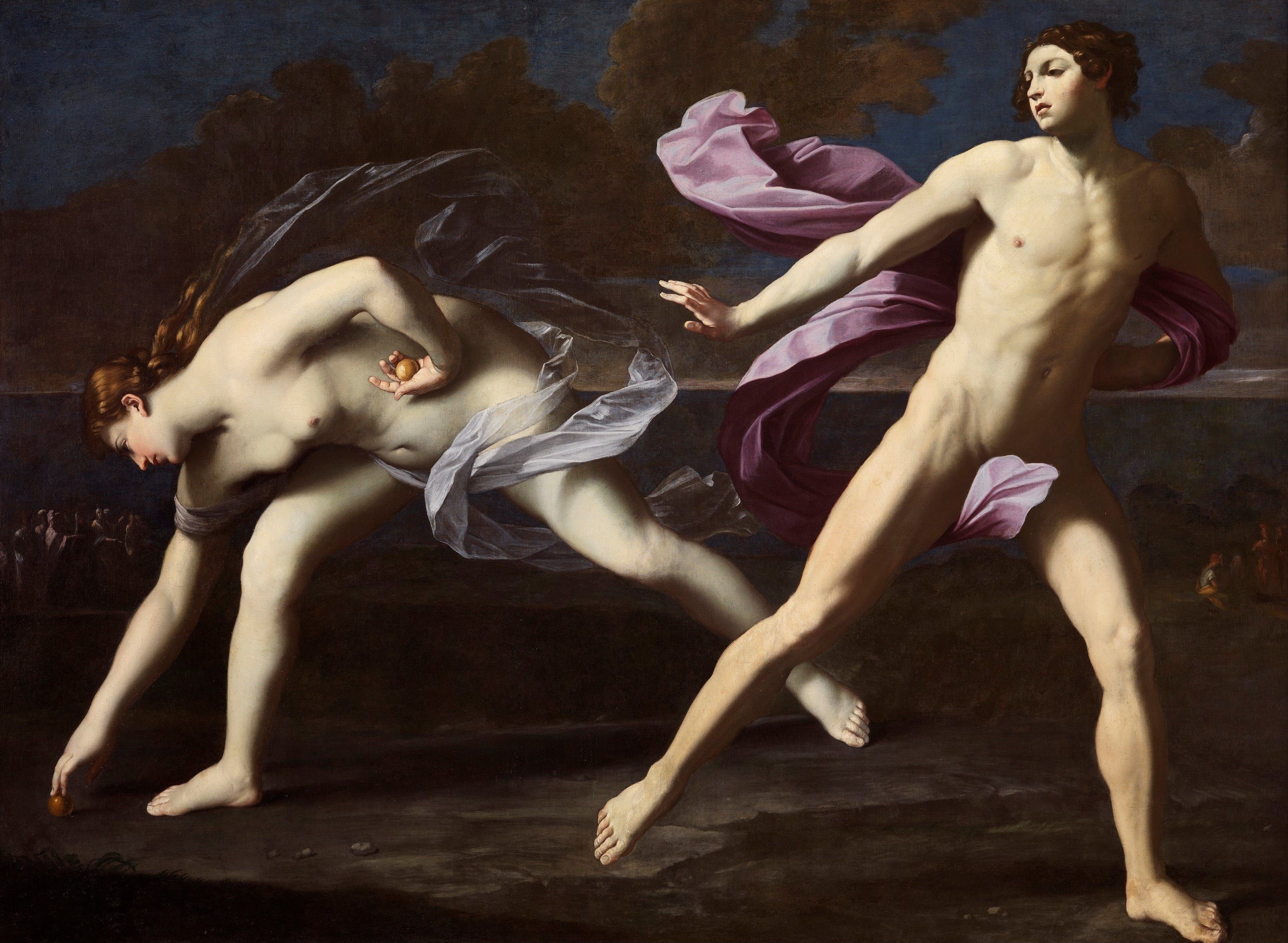
Guido Reni: Atalante und Hippomenes, um 1615–1625

Er war der Sohn des Megareus und der Merope oder ein Sohn des Ares. Bekannt ist er aus der Sage um Atalante, der jagenden Jungfrau, die oft mit Artemis selbst verglichen wurde. Sie ließ jeden Freier, der sie begehrte, ein Wettrennen gegen sich bestreiten. Gewann der Freier, so nahm sie ihn zum Mann, verlor er aber, tötete sie ihn. Hippomenes, der Atalante noch nie gesehen hatte, sich jedoch unter den Zuschauern eines Rennens befand, konnte zuerst den Eifer der Kandidaten nicht verstehen, als er Atalante jedoch erblickte, war auch er von ihrer Schönheit beeindruckt. 
Er fand sofort Gefallen an ihr und beschloss in der Hoffnung, die Götter mögen ihn schützen, selbst an dem Wettkampf teilzunehmen. Als er Atalante dies verkündete, wollte sie ihn von diesem Vorhaben abbringen, da sie in ihm einen prächtigen jungen Mann sah, der es nicht verdiene, so zu sterben. Er jedoch ließ sich nicht umstimmen, und so stand der Wettkampf bevor. Hippomenes betete zur Göttin der Liebe Aphrodite, dass sie ihn gewinnen lasse, und dieses Gebet wurde auch erhört: Die Göttin brachte drei goldene Äpfel und lehrte ihn, sie zu gebrauchen.
Der Wettlauf begann, und die beiden Kontrahenten blieben gleichauf. Langsam wurden Hippomenes’ Kräfte schwächer, als Aphrodite erschien und ihm sagte, er solle einen der Äpfel fallenlassen. Er tat, wie ihm geheißen, und verwirrte Atalante so sehr, dass sie den Apfel aufhob und so Zeit verlor. Dies wiederholte er noch zweimal und gewann so den Wettkampf. Atalante, die selbst glücklich war, einen solch würdigen Jüngling zu heiraten, zog mit ihm gern in den Bund der Ehe.